# Górnik Czechowice
Górnik Czechowice – wielosekcyjny klub sportowy z Czechowice-Dziedzic, który największe sukcesy notował w dziedzinie kajakarstwa.
Początki kajakarstwa w Czechowicach – Dziedzicach sięgają lat 30. XX w., kiedy na lokalnym stawie przemysłowym Kopalniok zorganizowano z okazji Święta Morza w 1935 pokazy kajakarskie, w których uczestniczyli działający przy Lidze Morskiej zawodnicy. Pierwszym kajakiem w Czechowicach była zbudowana z desek łódka, która posiadała wyasfaltowane dno, a której twórcami byli Leopold Grzywacz, Roman Gorczyca i Władysław Hereda. Klub został założony 3 sierpnia 1937, po II wojnie światowej reaktywowany we wrześniu 1945, kiedy to powołano oficjalnie wielosekcyjny klub sportowy (w jego ramach istniała także m.in. sekcja piłki nożnej, której zawodnicy jednak nie osiągnęli większych sukcesów). Klub był wspierany i finansowany przez pobliską Kopalnię Silesia, która niejednokrotnie zatrudniała zawodników na etatach.
Pierwszym w historii klubu mistrzem Polski został Emil Folwarczny w 1947. Pierwszy medal na międzynarodowej imprezie wywalczyła Barbara Cholewa w 1965 w Snagov na Mistrzostwach Europy Juniorów. Pierwszym olimpijczykiem w historii klubu był Ewald Janusz na Olimpiadzie w Meksyku w 1968. W latach 1979, 1980 i 1981 zawodnicy Górnika byli drużynowymi Mistrzami Polski. Z klubem związani też byli medaliści olimpijscy:
- Marek Dopierała
- Grzegorz Kotowicz
- Paulina Paszek
- Marek Witkowski.

W latach 90. XX wieku wskutek występujących wówczas problemów z finansowaniem sportu klub upadł. Na jego bazie jednak powstało Stowarzyszenie Wspierające Rekreację i Sporty Wodne Gwarek Czechowice, które prowadzi klub Gwarek Czechowice.
Podczas Długodystansowych Mistrzostw Polski, które rozegrane zostały 11 – 12.08.2007 w Augustowie zawodnicy SWRiSW "Gwarek" Czechowice-Dziedzice zdobyli dwa tytuły mistrzowskie i jeden brązowy medal.